# Franciscanas de la Purísima Concepción
Las Franciscanas de la Purísima Concepción son una congregación religiosa católica fundada en Murcia (España) por la madre Paula de Jesús Gil Cano. Su trabajo se centra, principalmente, servir a los niños en casas-hogares y en el campo educativo; a los enfermos en los hospitales, clínicas y consultorios parroquiales; a los ancianos en residencias y a domicilio, combinándolo todo ello con una labor pastoral y catequética en conexión con las parroquias y lugares de misión. 
La congregación nació a raíz de una gran catástrofe. El 15 de octubre de 1879, el río Segura inundó toda la vega murciana, sembrando el luto y la desolación, causando graves daños personales y en los bienes de muchas familias. La madre Paula, nacida en Vera (Almería) el año 1849, y que colaboraba con las Hijas de la Caridad en Cartagena, se sintió llamada a prestar ayuda a las niñas que habían quedado sin padres y sin hogar en tal riada. A partir de ahí, junto con otras señoras inició un tipo de vida comunitaria y fraterna, con una dedicación tan abnegada al servicio de las huérfanas, que pronto llamó la atención de las gentes de Murcia y de la jerarquía eclesiástica. El entonces obispo de Cartagena, D. Mariano Alguacil, aconsejó al grupo de señoras que se pusieran bajo la guía espiritual del franciscano P. Manuel Malo, de quien recibieron el hábito, la Regla de la Tercera Orden Franciscana y los primeros estatutos. El 6 de julio de 1901 León XIII aprobó definitivamente la congregación, pasando a ser de derecho pontificio, y el 12 de enero de 1918 fue agregada a la Orden de Hermanos Menores. La madre Paula falleció en Murcia el 18 de enero de 1913.
La actividad caritativa en que se inició la congregación era localizada y concreta; pero pronto el radio de acción de las hermanas llegó allá donde hubiera niños que cuidar, enfermos o ancianos que atender, desgracias que aliviar. Así, en 1885, con motivo del cólera morbo, las hermanas, incluida la fundadora, se entregaron al cuidado de los contagiados, y cuatro de ellas se contagiaron y murieron. De la misma forma actuaron en las inundaciones de Consuegra (Toledo) en 1891. No tardó en extender sus casas y sus obras asistenciales por España, por varias naciones de América y por África, atendiendo a la niñez y juventud, a huérfanas y emigrantes, a enfermos y ancianos, a mujeres necesitadas de aprendizaje y alfabetización, a caseríos aislados y poblaciones indígenas, a la catequesis y evangelización. Desde el principio, la congregación se ha considerado bajo la protección de la Purísima Concepción de María y san Francisco de Asís. En la actualidad, organizada en tres provincias, tiene un total de 57 casas y unas 400 hermanas.